# Bartolomeo Bergamasco

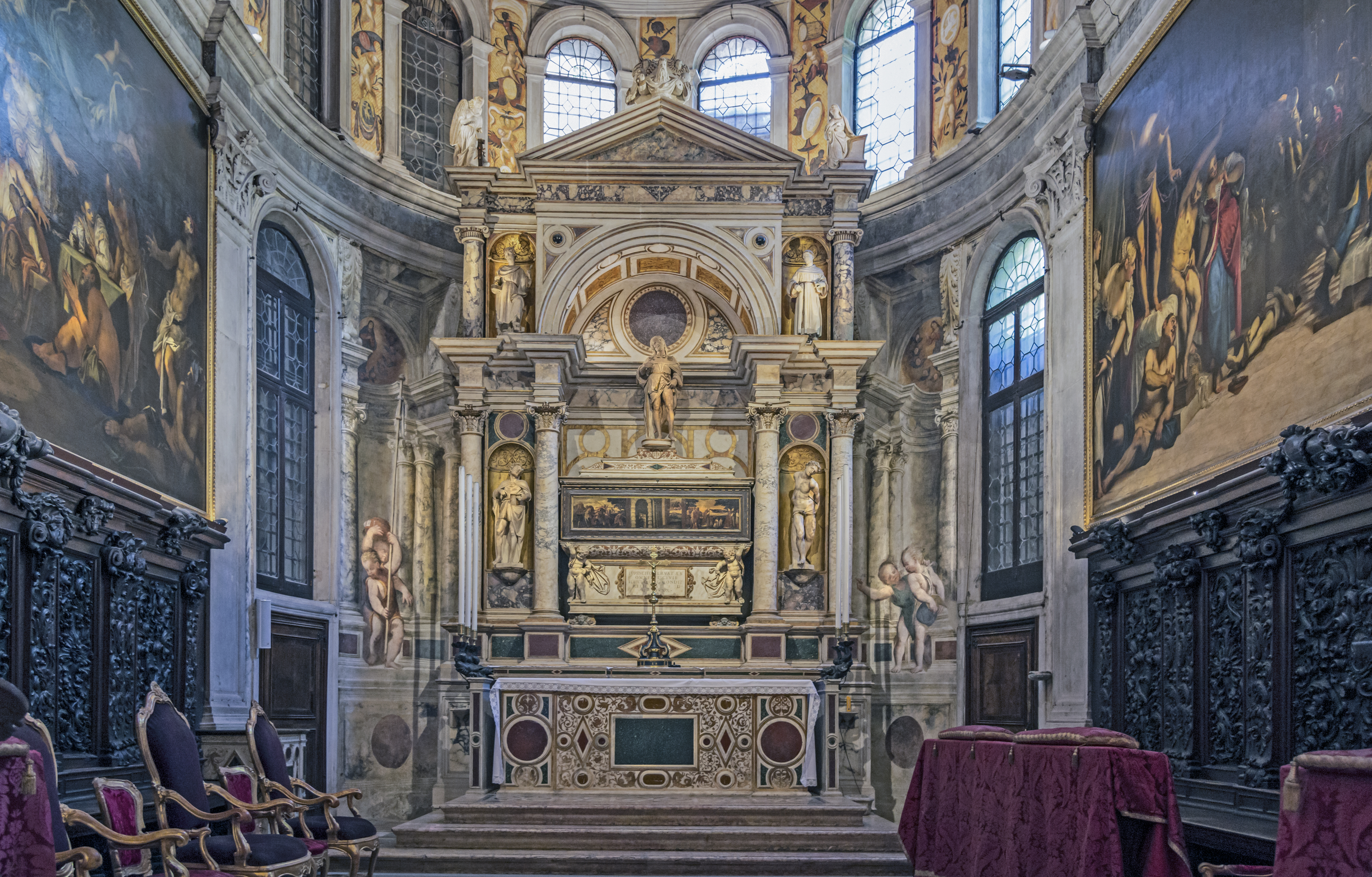
Altar maggiore - chiesa di San Rocco, Venezia

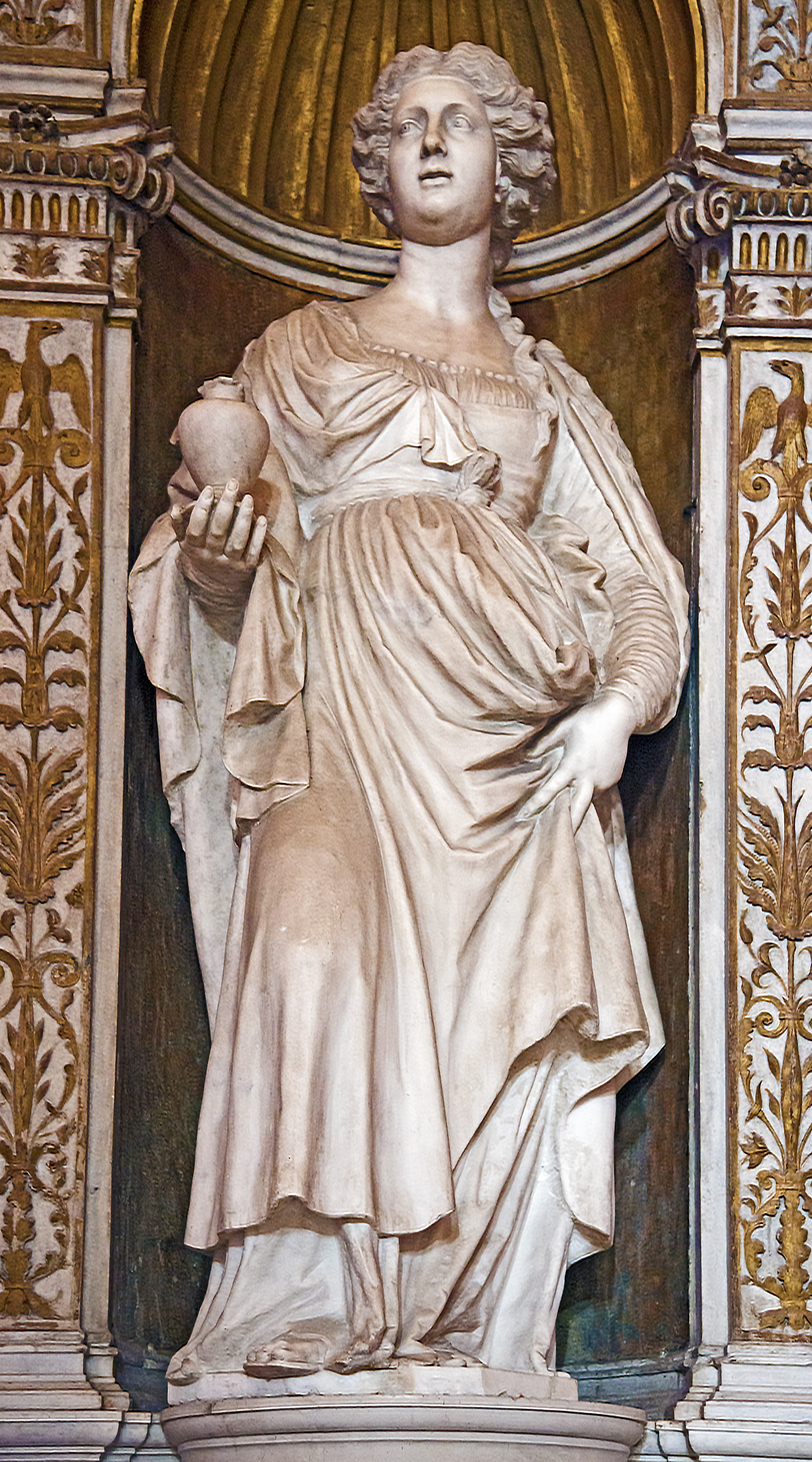
La Maddalena, Basilica dei Santi Giovanni e Paolo, Venezia

Bartolomeo di Francesco Terrandi, più noto come Bartolomeo Bergamasco (... – 1528), è stato uno scultore italiano.

## Biografia e opere
Operò a Venezia nella prima metà del Cinquecento, collaborando con artisti e architetti lombardi. Il suo stile, grandioso e solenne, si richiama alla classicità, ma con uno spirito estremamente diverso da quello dei suoi contemporanei, prendendo ispirazione, anche tecnicamente, quanto più possibile dalla pittura.
Nell'ambito dei lavori eseguiti per l'altare maggiore della chiesa di San Rocco, commissionati e portati avanti dal tagliapietra Venturino Fantoni, è l'autore, insieme a Giovanni Maria Mosca, di tutte le statue: a lui si devono in particolare il San Sebastiano, il San Pantaleone, l'Annunciazione e il Dio Padre. Nel 1524 scolpì una Maddalena per l'altare di Verde della Scala, eseguito da Guglielmo dei Grigi nella chiesa di Santa Maria dei Servi, oggi conservata, entro un differente altare, alla Basilica dei Santi Giovanni e Paolo.
Scolpì le tre statue dell'altare maggiore della chiesa di San Geminiano, oggi conservate nella chiesa dei Cavalieri di Malta. Per la stessa chiesa aveva eseguito il busto del parroco Matteo Eletto, oggi conservato alla Ca' d'Oro. È inoltre l'autore del monumento funebre ad Alvise Trevisan († 1528) nella basilica dei Santi Giovanni e Paolo.